# Ciudad de la Investigación (Universidad de Costa Rica)
La Ciudad de la Investigación de la Universidad de Costa Rica (también conocida como Finca 2 de la Universidad de Costa Rica) es un campus con un área de alrededor de 21 ha, dedicadas inicialmente a la investigación en su mayor parte científica; sin embargo actualmente se pueden encontrar otros edificios como la Facultad de Ciencias Sociales, la Facultad de Ingeniería, la Facultad de Ciencias, la Escuela de Ingeniería Eléctrica, la Escuela de Enfermería y la Escuela de Nutrición. Se encuentra ubicada a 200 metros hacia el este de la Ciudad Universitaria Rodrigo Facio. 
En términos generales, consiste de un complejo académico que combina extensas áreas verdes con diversas instalaciones científicas: doce unidades de investigación, varias unidades académicas, una guardería para hijos e hijas de estudiantes, una residencia estudiantil, un planetario donado por el Gobierno de Japón y un Aula Magna.

## Instituciones y Laboratorios
Entre otras entidades, destacan las siguientes:
- Planetario de la Universidad de Costa Rica
- LANAMME
- CINESPA
- Escuela de Ingeniería Eléctrica
- Facultad de Ingeniería
- CIMAR
- CIGEFI
- Escuela de Nutrición
- Facultad de Ciencias Básicas
- Escuela de Enfermería
- CICANUM
- LACOMET
- INIE
- Facultad de Ciencias Sociales[1][2]